# منتخب البرازيل للسيدات في كأس العالم

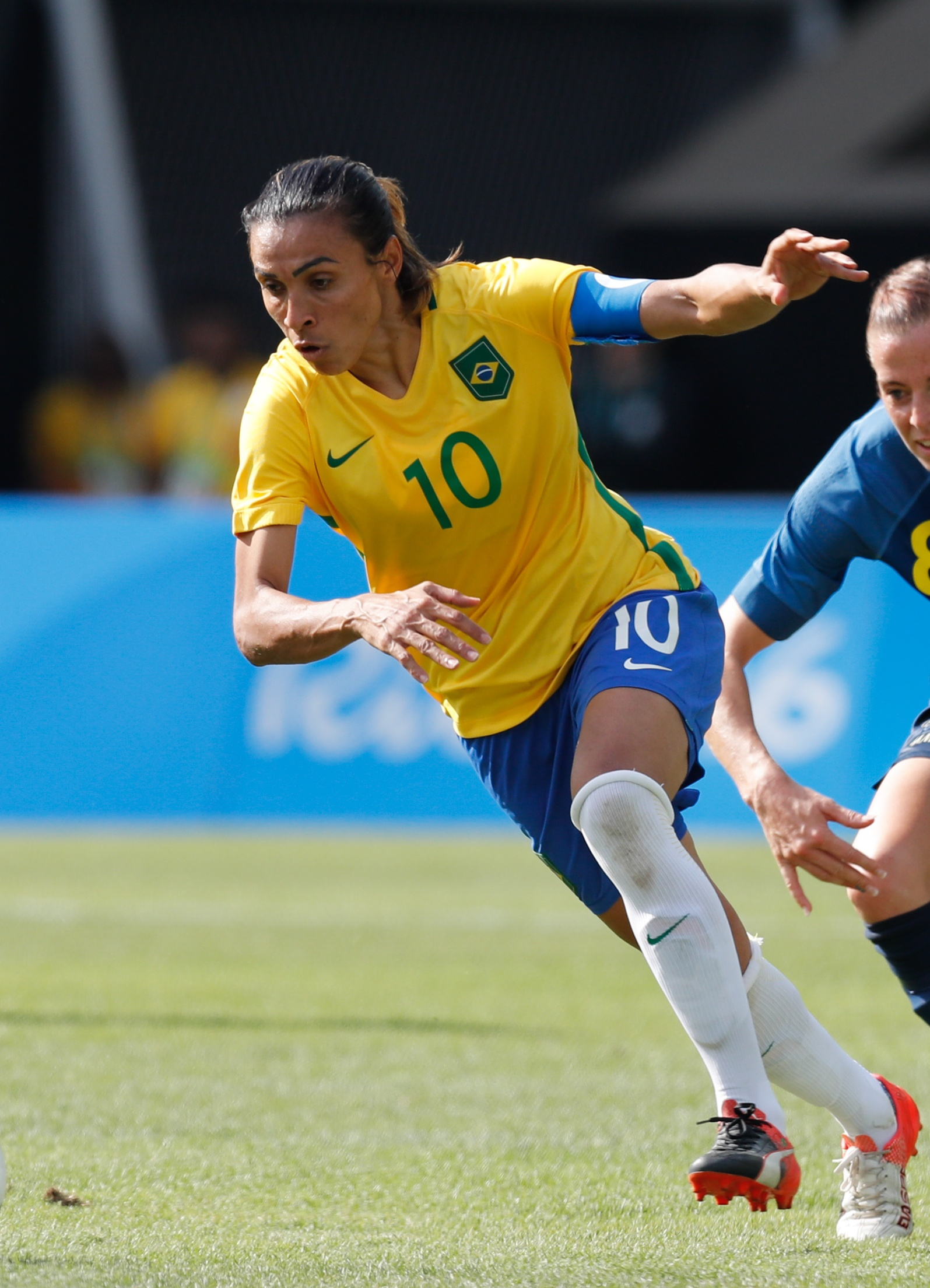
مارتا - اللاعبة التي تحمل الرقم القياسي كأكثر لاعبة تسجيلا للأهداف في منافسات كأس العالم للسيدات

مثل المنتخب البرازيلي لكرة القدم للسيدات البرازيل في كأس العالم للسيدات FIFA في ثماني بطولات في الأعوام 1991 و1995 و1999 و2003 و2007 و2011 و2015 و2019 و2023 وحقق المنتخب المركز الثاني مرة واحدة، ووصل إلى المركز الثالث في بطولة أخرى.
1. ↑  "كووورة: الموقع العربي الرياضي الأول". www.kooora.com. اطلع عليه بتاريخ 2024-05-21.